# فرناندو (بازیکن فوتبال، زاده ۱۹۸۶)
فرناندو (انگلیسی: Fernando؛ زادهٔ ۱۴ نوامبر ۱۹۸۶) بازیکن فوتبال اهل برزیل است.
از باشگاه‌هایی که در آن بازی کرده‌است می‌توان به باشگاه ورزشی کیتچی اشاره کرد.
وی همچنین در تیم ملی فوتبال هنگ کنگ بازی کرده‌است.